# Сикиревци
Сикиревци су насељено место и седиште општине у Бродско-посавској жупанији, Република Хрватска.

## Историја
До територијалне реорганизације у Хрватској налазили су се у саставу бивше велике општине Славонски Брод.

## Становништво
На попису становништва 2011. године, општина Сикиревци је имала 2.476 становника, од чега у самим Сикиревцима 1.781.

## Попис1991.
На попису становништва 1991. године, насељено место Сикиревци је имало 2.076 становника, следећег националног састава:
| Попис 1991.‍   | Попис 1991.‍ | Попис 1991.‍ | Попис 1991.‍ | Попис 1991.‍ |
| ------------- | ----------- | ----------- | ----------- | ----------- |
|               |             |             |             |             |
| Хрвати        | Хрвати      |             | 2.034       | 97,97%      |
| Срби          | Срби        |             | 14          | 0,67%       |
| Албанци       | Албанци     |             | 6           | 0,28%       |
| Муслимани     | Муслимани   |             | 1           | 0,04%       |
| Немци         | Немци       |             | 1           | 0,04%       |
| Руси          | Руси        |             | 1           | 0,04%       |
| Словенци      | Словенци    |             | 1           | 0,04%       |
| непознато     | непознато   |             | 18          | 0,86%       |
| укупно: 2.076 |             |             |             |             |